# Canadian Open 2014
Il Canadian Open 2014, noto anche come Rogers Cup presented by National Bank 2014 (in francese: Coupe Rogers présentée par Banque Nationale) o più semplicemente Rogers Cup 2014 per motivi di sponsorizzazione, è stato un torneo di tennis giocato sul cemento. È stata la 124ª edizione del torneo maschile e la 113ª di quello femminile, che fa parte della categoria ATP Tour Masters 1000 nell'ambito dell'ATP World Tour 2014, e della categoria WTA Premier 5 nell'ambito del WTA Tour 2014. Il torneo maschile si è giocato al Rexall Centre di Toronto, quello femminile all'Uniprix Stadium di Montréal, entrambi dal 4 al 10 agosto 2014.

## Partecipanti ATP

### Teste di serie
| Nazionalità | Giocatrice            | Ranking* | Testa di serie |
| ----------- | --------------------- | -------- | -------------- |
| Serbia      | Novak Đoković         | 1        | 1              |
| Svizzera    | Roger Federer         | 3        | 2              |
| Svizzera    | Stan Wawrinka         | 4        | 3              |
| Rep. Ceca   | Tomáš Berdych         | 5        | 4              |
| Spagna      | David Ferrer          | 6        | 5              |
| Canada      | Milos Raonic          | 7        | 6              |
| Bulgaria    | Grigor Dimitrov       | 9        | 7              |
| Regno Unito | Andy Murray           | 10       | 8              |
| Giappone    | Kei Nishikori         | 11       | 9              |
| Stati Uniti | John Isner            | 12       | 10             |
| Lettonia    | Ernests Gulbis        | 13       | 11             |
| Francia     | Richard Gasquet       | 14       | 12             |
| Francia     | Jo-Wilfried Tsonga    | 15       | 13             |
| Spagna      | Roberto Bautista Agut | 16       | 14             |
| Croazia     | Marin Čilić           | 18       | 15             |
| Italia      | Fabio Fognini         | 19       | 16             |
| Spagna      | Tommy Robredo         | 20       | 17             |

* Le teste di serie sono basate sul ranking al 28 luglio 2014

### Altri partecipanti
I seguenti giocatori hanno ricevuto una wild card per il tabellone principale:
- Frank Dancevic
- Nick Kyrgios
- Peter Polansky
- Jack Sock

Il seguente giocatore è entrato nel tabellone principale grazie ad uno special exempt:
- Donald Young

I seguenti giocatori sono passati dalle qualificazioni:

- Thanasi Kokkinakis
- Michael Russell
- Bernard Tomić
- Tobias Kamke
- Brayden Schnur
- Benoît Paire
- Tim Smyczek

Il seguente giocatore è entrato in tabellone come lucky loser:
- Marinko Matosevic

## Partecipanti WTA

### Teste di serie
| Nazionalità | Giocatrice           | Ranking* | Testa di serie |
| ----------- | -------------------- | -------- | -------------- |
| Stati Uniti | Serena Williams      | 1        | 1              |
| Rep. Ceca   | Petra Kvitová        | 4        | 2              |
| Polonia     | Agnieszka Radwańska  | 5        | 3              |
| Russia      | Marija Šarapova      | 6        | 4              |
| Canada      | Eugenie Bouchard     | 7        | 5              |
| Germania    | Angelique Kerber     | 8        | 6              |
| Serbia      | Jelena Janković      | 9        | 7              |
| Bielorussia | Viktoryja Azaranka   | 10       | 8              |
| Serbia      | Ana Ivanović         | 11       | 9              |
| Slovacchia  | Dominika Cibulková   | 12       | 10             |
| Danimarca   | Caroline Wozniacki   | 13       | 11             |
| Italia      | Flavia Pennetta      | 14       | 12             |
| Italia      | Sara Errani          | 15       | 13             |
| Spagna      | Carla Suárez Navarro | 16       | 14             |
| Rep. Ceca   | Lucie Šafářová       | 17       | 15             |
| Germania    | Andrea Petković      | 18       | 16             |

* Le teste di serie sono basate sul ranking al 28 luglio 2014

### Altre partecipanti
Le seguenti giocatrici hanno ricevuto una wild card per il tabellone principale:
- Françoise Abanda
- Ajla Tomljanović
- Aleksandra Wozniak

Le seguenti giocatrici sono passate dalle qualificazioni:

- Shelby Rogers
- Lauren Davis
- Timea Bacsinszky
- Coco Vandeweghe
- Tereza Smitková
- Kiki Bertens
- Karin Knapp
- Heather Watson
- Yanina Wickmayer
- Julija Putinceva
- Mónica Puig
- Stéphanie Dubois

Le seguenti giocatrici sono entrate in tabellone come lucky loser:
- Karolína Plíšková
- Elena Vesnina

## Punti e montepremi

### Distribuzione punti
| Evento              | V    | F   | SF  | QF  | 3T  | 2T | 1T  | Q   | Q2  | Q1  |
| Singolare maschile  | 1000 | 600 | 360 | 180 | 90  | 45 | 10  | 25  | 16  | 0   |
| Doppio maschile     | 1000 | 600 | 360 | 180 | 90  | 0  | N/A | N/A | N/A | N/A |
| Singolare femminile | 900  | 585 | 350 | 190 | 105 | 60 | 1   | 30  | 20  | 1   |
| Doppio femminile    | 900  | 585 | 350 | 190 | 105 | 1  | N/A | N/A | N/A | N/A |

### Distribuzione premi in denaro
Il montepremi complessivo ammonta a 5.586.990$. Il montepremi dei singoli eventi ammonta invece a 3.146.920$ per quanto riguarda il torneo maschile, mentre a 2.440.070$ per quanto riguarda quello femminile.
| Evento              | V        | F        | SF       | QF      | 3T      | 2T      | 1T      | Q2     | Q1     |
| Singolare maschile  | 598.900$ | 293.650$ | 147.800$ | 75.155$ | 39.025$ | 20.575$ | 11.110$ | 2.560$ | 1.305$ |
| Singolare femminile | 467.300$ | 227.000$ | 113.770$ | 54.170$ | 26.090$ | 13.370$ | 7.215$  | 2.770$ | 1.675$ |
| Doppio maschile1    | 185.470$ | 90.800$  | 45.550$  | 23.380$ | 12.080$ | 6.370$  | N/A     | N/A    | N/A    |
| Doppio femminile1   | 133.700$ | 67.530$  | 33.430$  | 16.830$ | 8.530$  | 4.210$  | N/A     | N/A    | N/A    |

1 Per team

## Campioni

### Singolare maschile
Jo-Wilfried Tsonga ha sconfitto in finale  Roger Federer per 7-5, 7–6(3).
- È l'undicesimo titolo in carriera per Tsonga, il primo del 2014 e il secondo Masters 1000 dopo Bercy 2009.

### Singolare femminile
Agnieszka Radwańska  ha sconfitto in finale  Venus Williams con il punteggio di 6–4, 6–2.
- È il quattordicesimo titolo in carriera per la polacca, il primo del 2014.

### Doppio maschile
Alexander Peya /  Bruno Soares hanno sconfitto in finale  Ivan Dodig /  Marcelo Melo per 6–4, 6–3.

### Doppio femminile
Sara Errani /  Roberta Vinci hanno sconfitto in finale  Cara Black /  Sania Mirza per 7–6(4), 6–3.